# Орден Восходящего солнца
Орден Восходящего солнца (яп. 旭日章 кёкудзицусё:) — японский орден.

## История
Старейший орден Японии. Учреждён декретом Государственного Совета от 10 апреля 1875 года. Орден Восходящего солнца вручался только мужчинам — как за военные, так и за гражданские заслуги. 
31 декабря 1875 года в Токио состоялось первое награждение и церемония вручения ордена: для подчёркивания высокого статуса награды первыми кавалерами стали император и семь членов императорской семьи. Первым награждённым не из числа императорской семьи стал в феврале 1876 года генерал-лейтенант Сайго Цугумити за Тайваньский поход. 
В 2003 году была проведена реформа ордена: теперь им возможно награждать и женщин, а старший вид высшей I степени — орден Восходящего солнца с цветами павловнии выделен в отдельную награду. Третий по старшинству после ордена Хризантемы и ордена Цветов павловнии (до выделения ордена Цветов павловнии в отдельную награду — второй по старшинству).
Одним из первых европейцев и первым русским из числа награждённых орденом Восходящего солнца 1-й степени в 1876 году стал российский посланник в Японии Кирилл Васильевич Струве.

## Описание
Знак ордена имеет в центре кабошон из красного стекла, символизирующий восходящее солнце, окруженный 32 узкими двойными лучами белой эмали, в форме восьмиконечной звезды. Знак подвешен на императорском гребне павловнии из листьев и цветов, зеленой и лиловой эмали, соответственно. Императорский гребень имеет для знаков I-IV классов 5, 7 и 5 цветков павловнии, для V-VIII классов – 3, 5 и 3 цветка. Реверс знака идентичен аверсу, за исключением того, что на реверсе подвески расположены четыре иероглифа надписи «награда ордена Заслуг». 
Знак Большой ленты ордена Восходящего солнца изготовлен из позолоченного серебра. 
Нагрудная звезда представляет собой позолоченный знак ордена, наложенный на восьмиконечную звезду из 24 двойных серебряных лучей с полированными бортиками и зернистой поверхностью. На реверсе четыре головки винтов крепления и четыре иероглифа надписи «награда ордена Заслуг».

## Степени

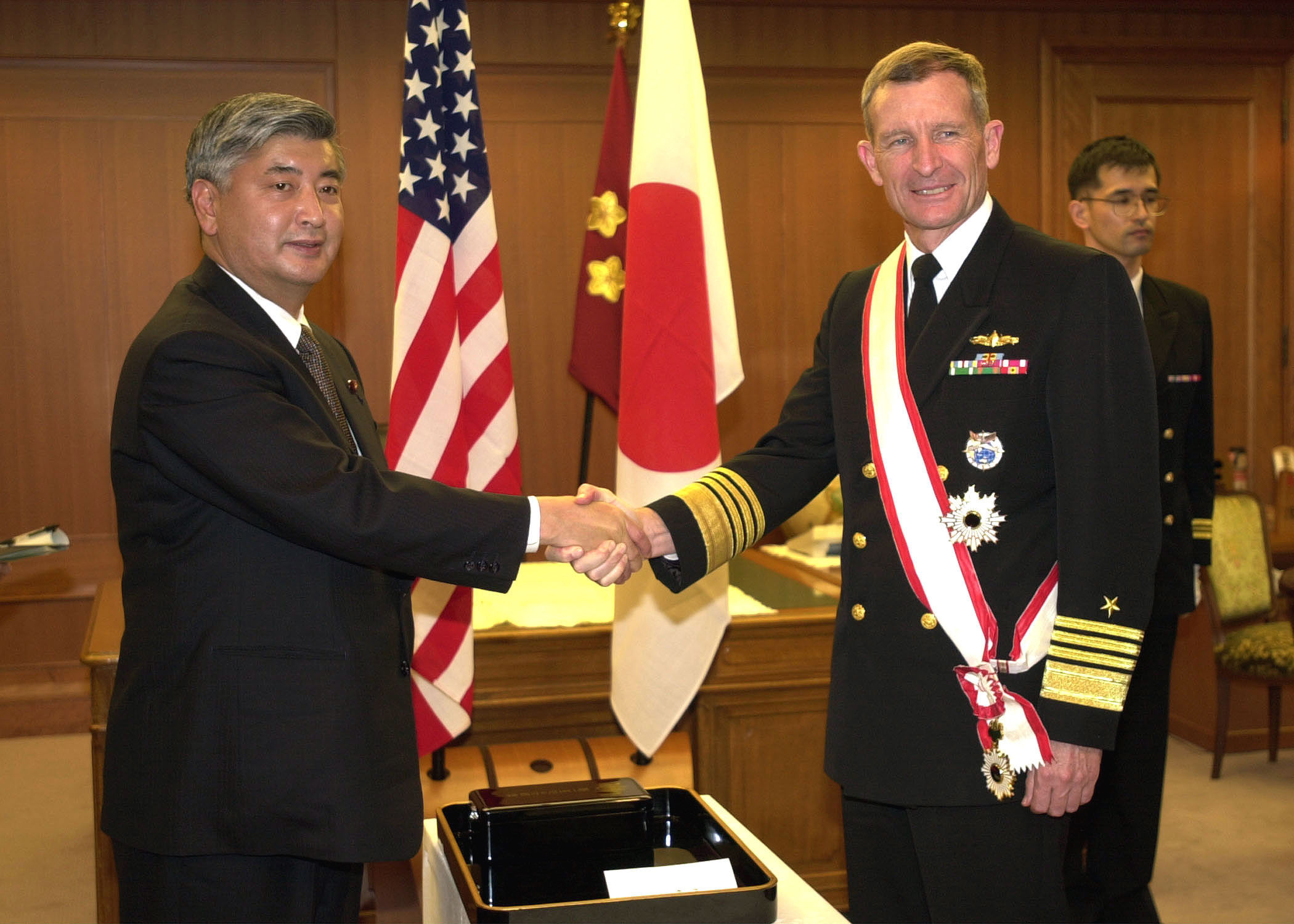
Церемония награждения адмирала Дениса Блэйра, начальника Тихоокеанского командования ВМС США, орденом Восходящего солнца

Орден имеет восемь степеней. В 2003 году орден Восходящего солнца подвергся реорганизации, были упразднены две младшие (7 и 8) степени ордена. Первая степень изначально была разделена на два класса — «орден Восходящего солнца с цветами павловнии» как высшая степень ордена и «орден Восходящего солнца на Большой ленте». В настоящее время «орден Восходящего солнца с цветами павловнии» выделен в отдельную награду, занимающую в наградной системе Японии вторую позицию после «Высшего ордена Хризантемы».
Степени ордена Восходящего солнца:

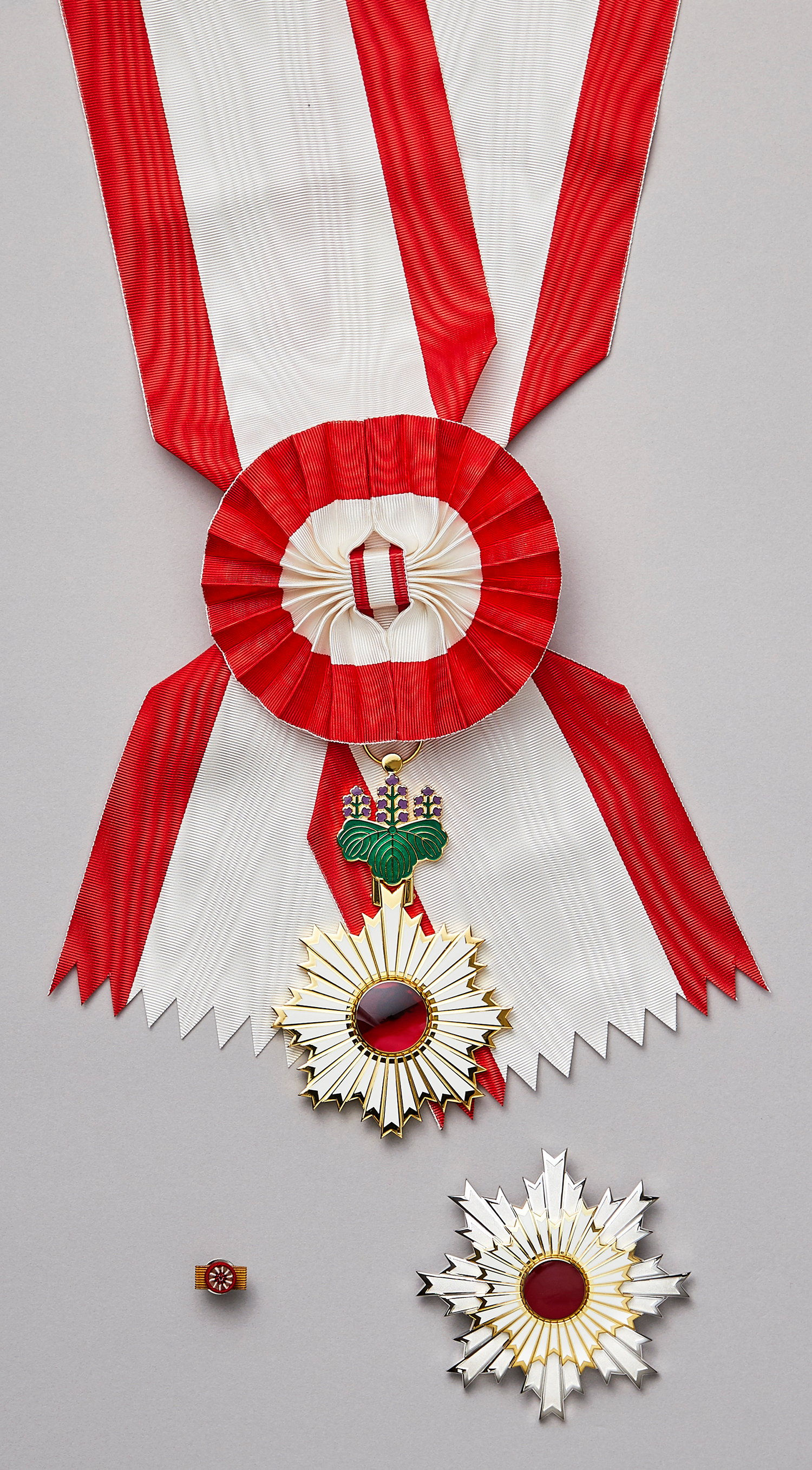
Орден на Большой ленте

- 1 степень — знак ордена на большой ленте, звезда.

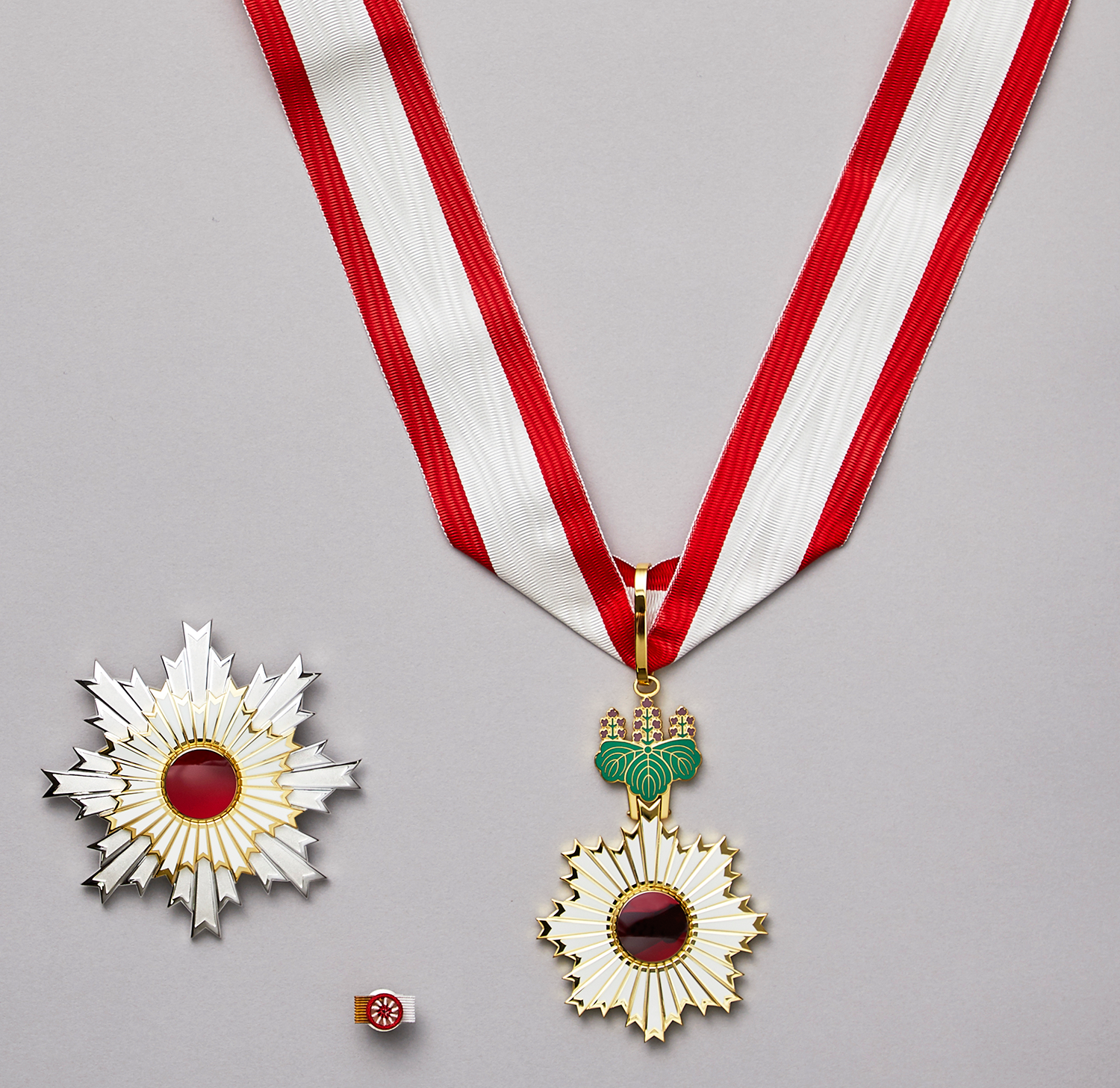
Орден на Шейной ленте с Золотой и Серебряной звездой

- 2 степень — знак ордена на шейной ленте, звезда.

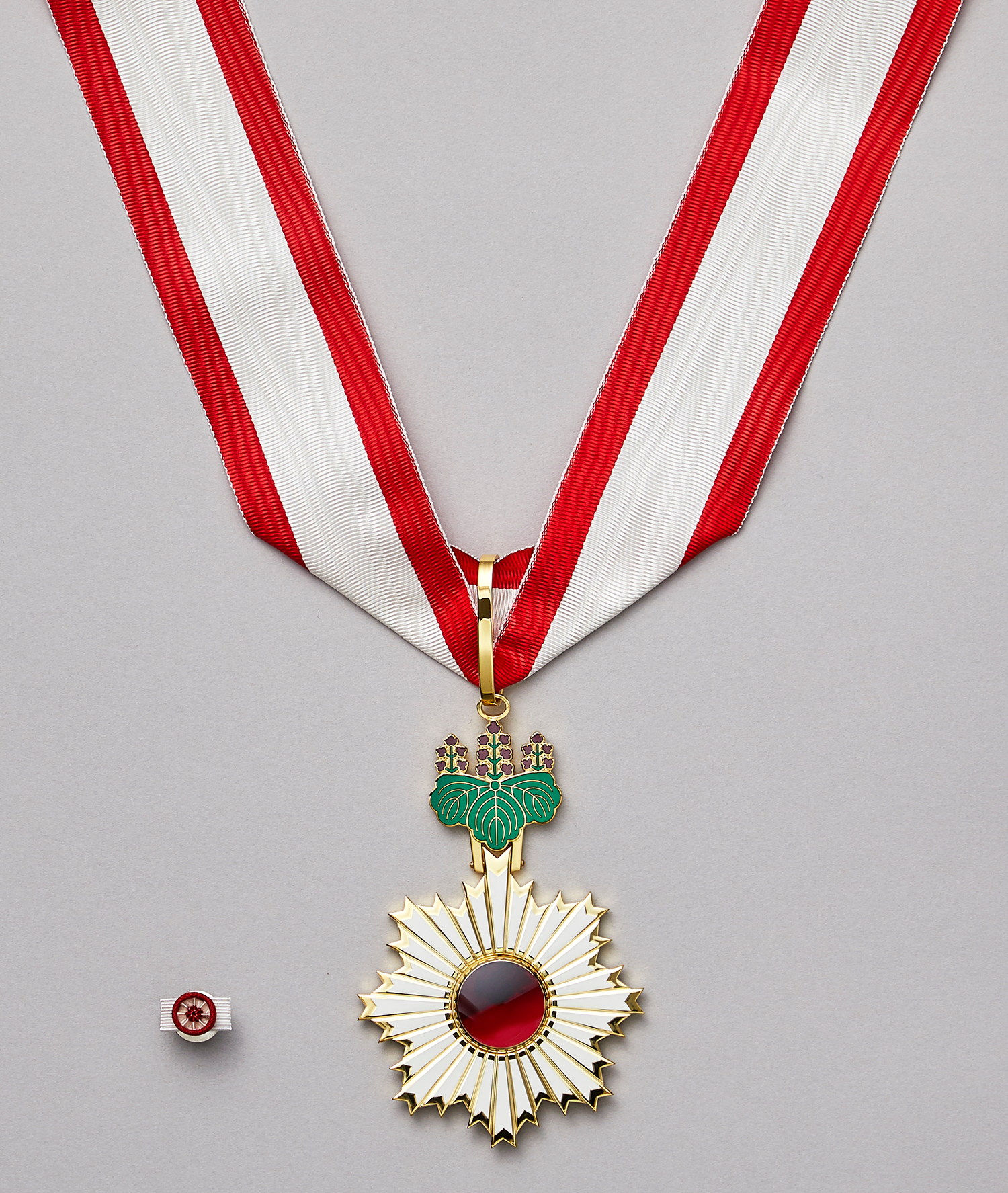
Орден на Шейной ленте с Золотыми лучами на знаке

- 3 степень — знак ордена на шейной ленте.

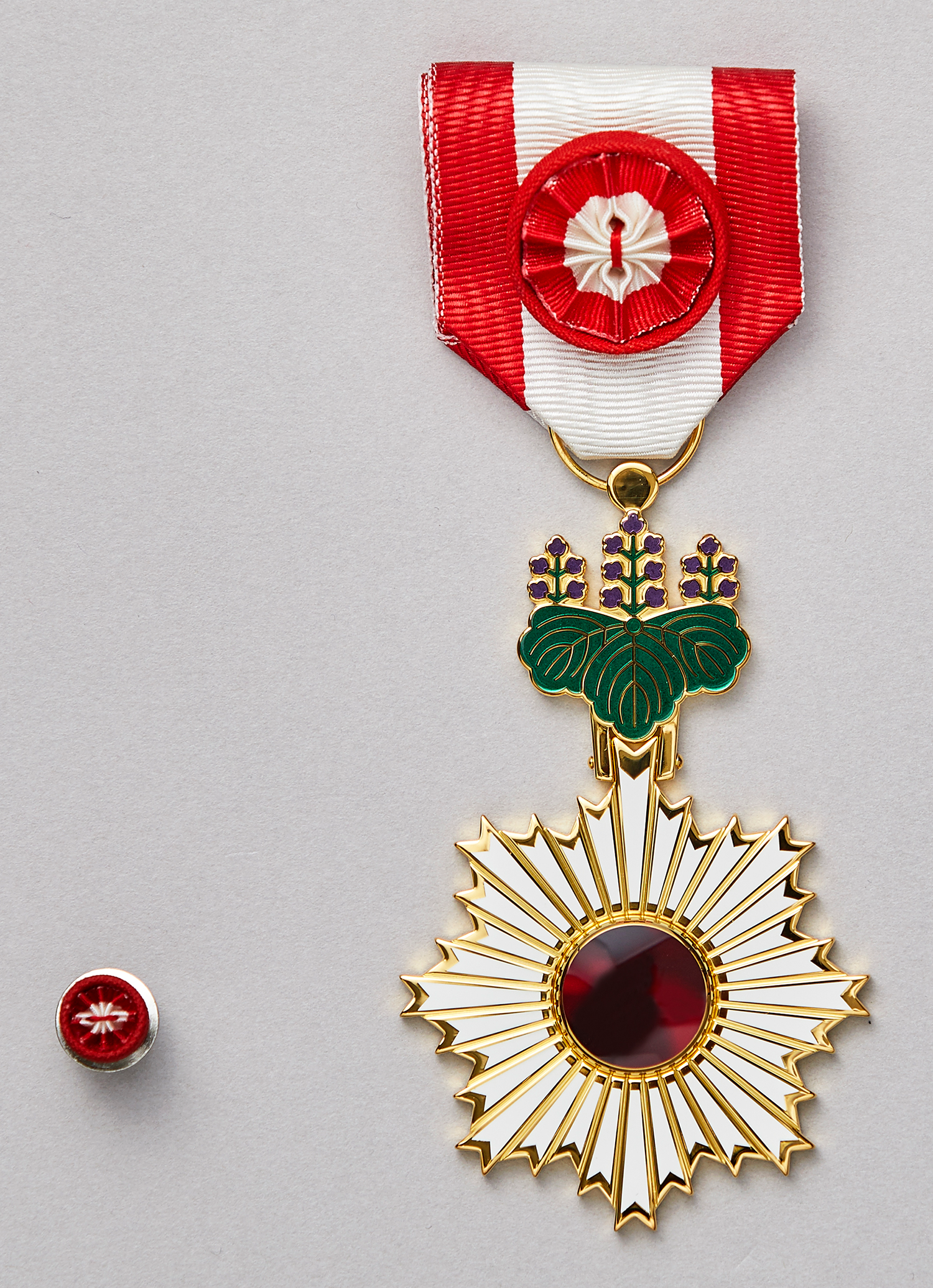
Орден для ношения на груди с Золотыми лучами на знаке и лента с розеткой

- 4 степень — знак ордена на нагрудной колодке с розеткой.

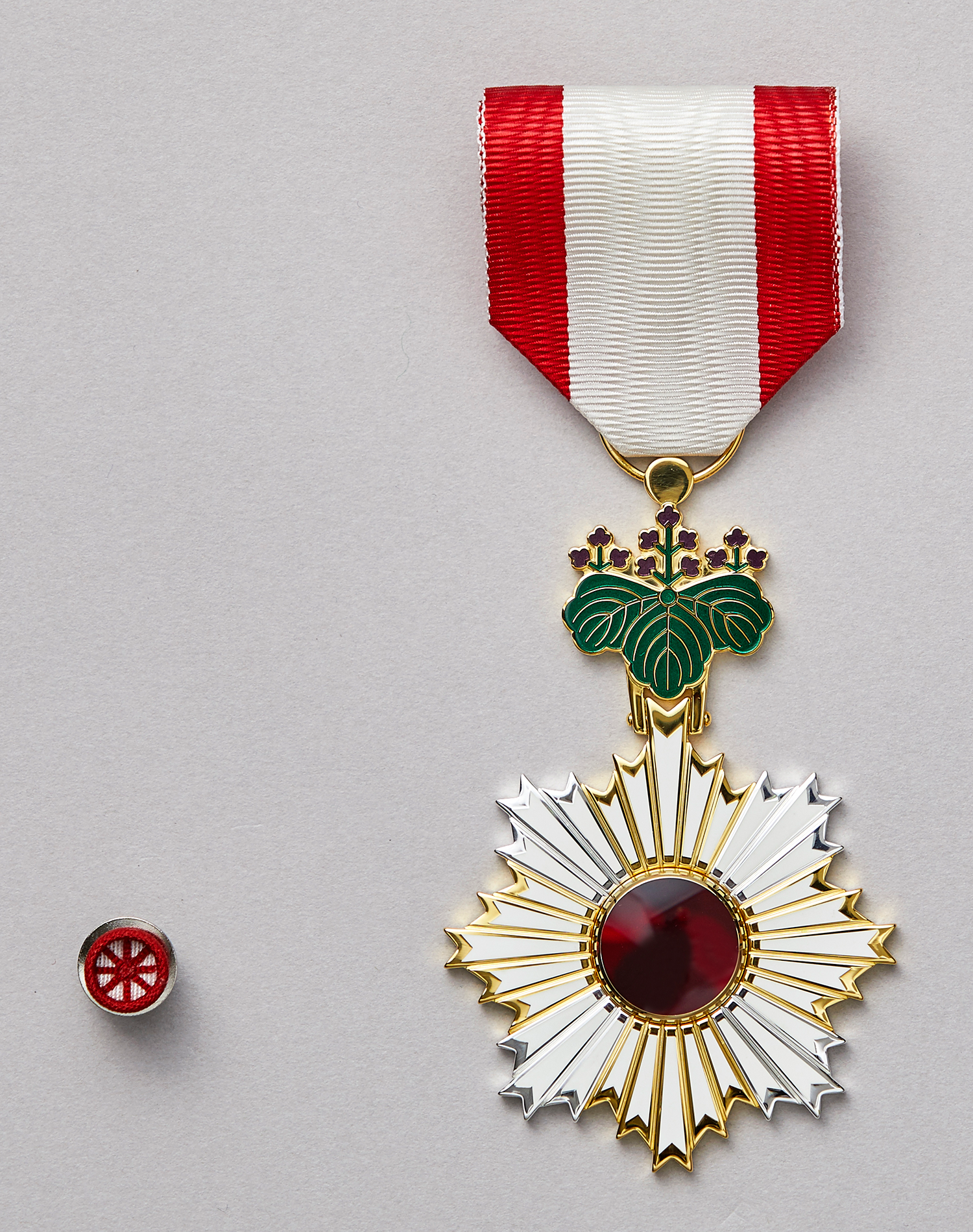
Орден для ношения на груди с Золотыми и Серебряными лучами на знаке

- 5 степень — знак ордена на нагрудной колодке.

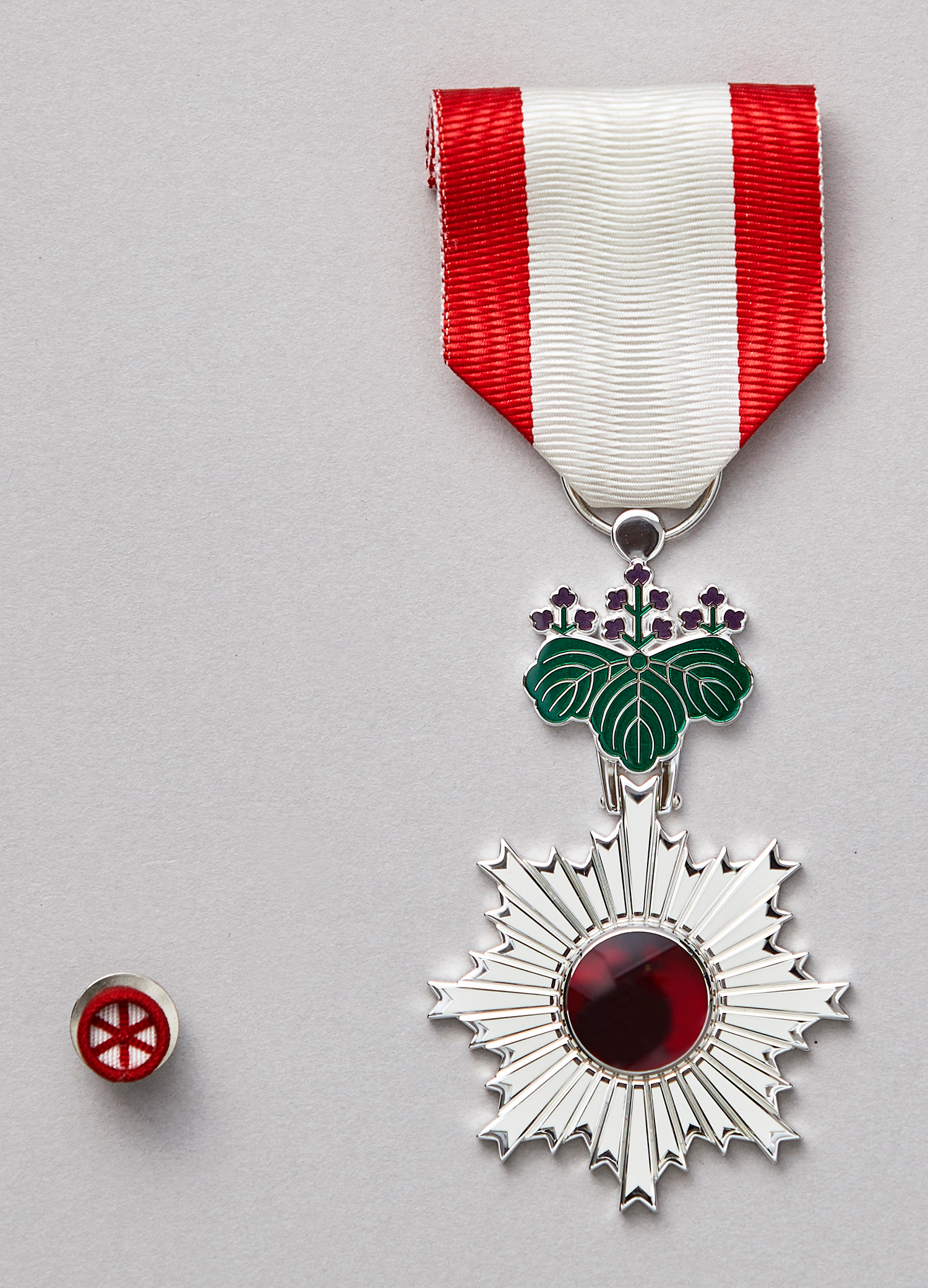
Орден для ношения на груди с Серебряными лучами на знаке

- 6 степень — знак ордена меньшего размера, чем предыдущая степень, на нагрудной колодке.

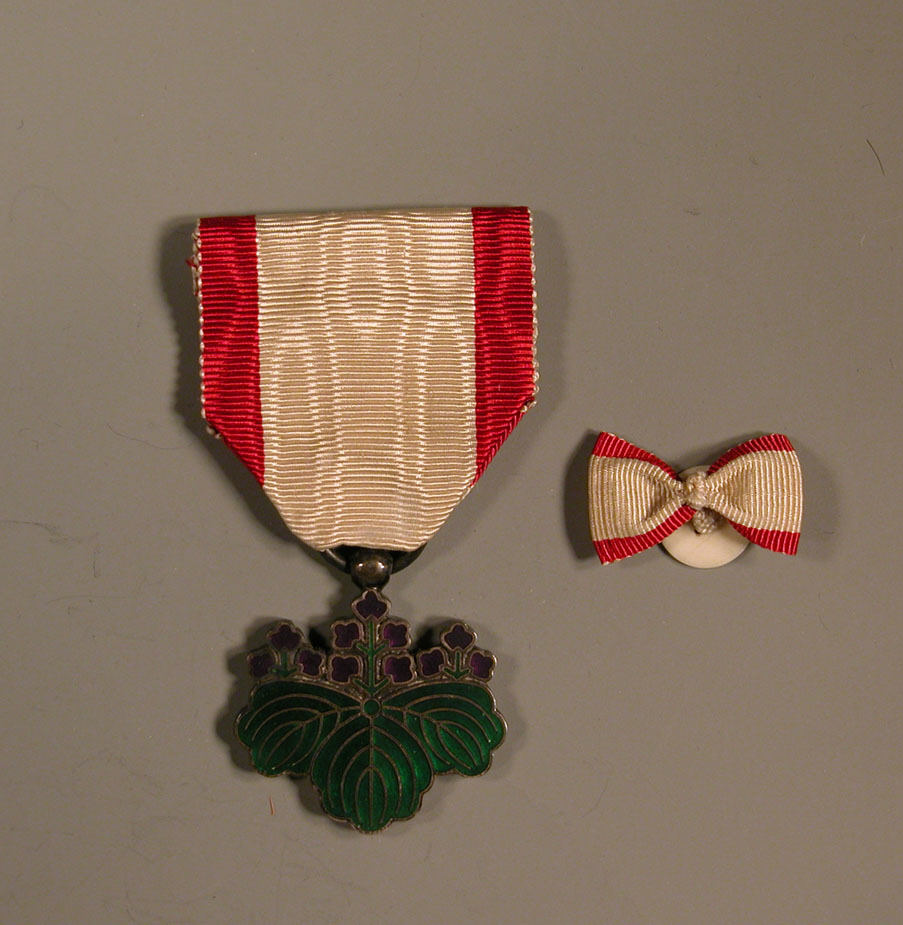
Орден с цветами павловнии из эмали

- 7 степень — подвеска в виде цветков павловнии на листе на нагрудной колодке, (отменён в 2003 году).

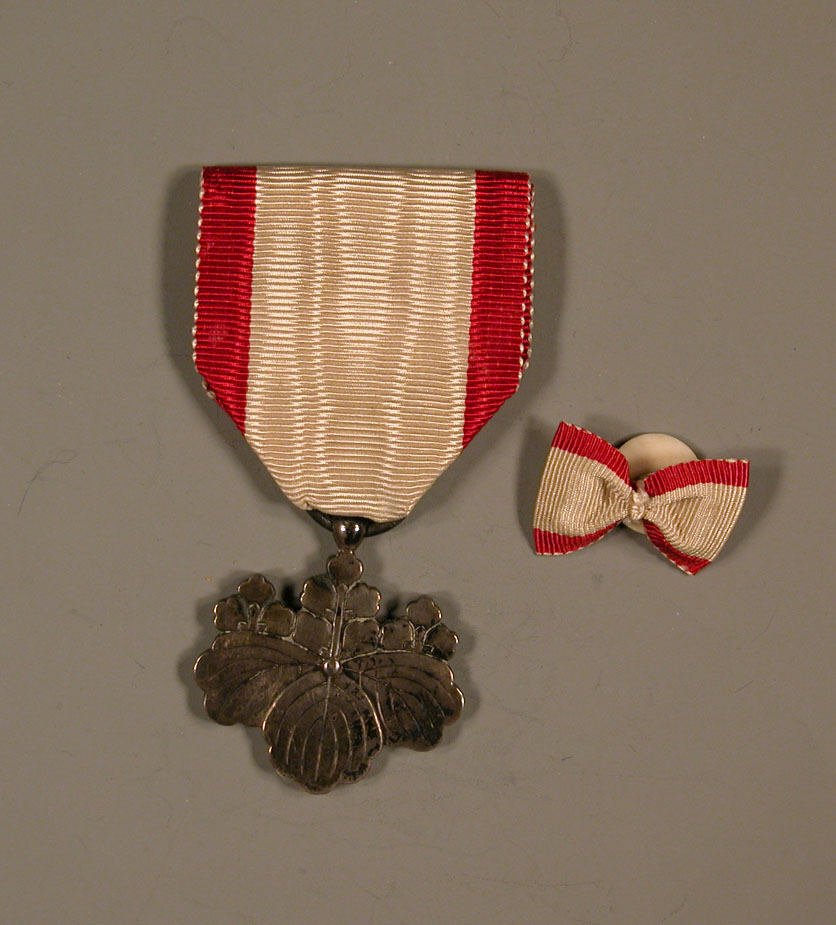
Орден с цветами павловнии из серебра

- 8 степень — подвеска в виде цветков павловнии на листе без эмали на нагрудной колодке, (отменён в 2003 году).

## Иллюстрации

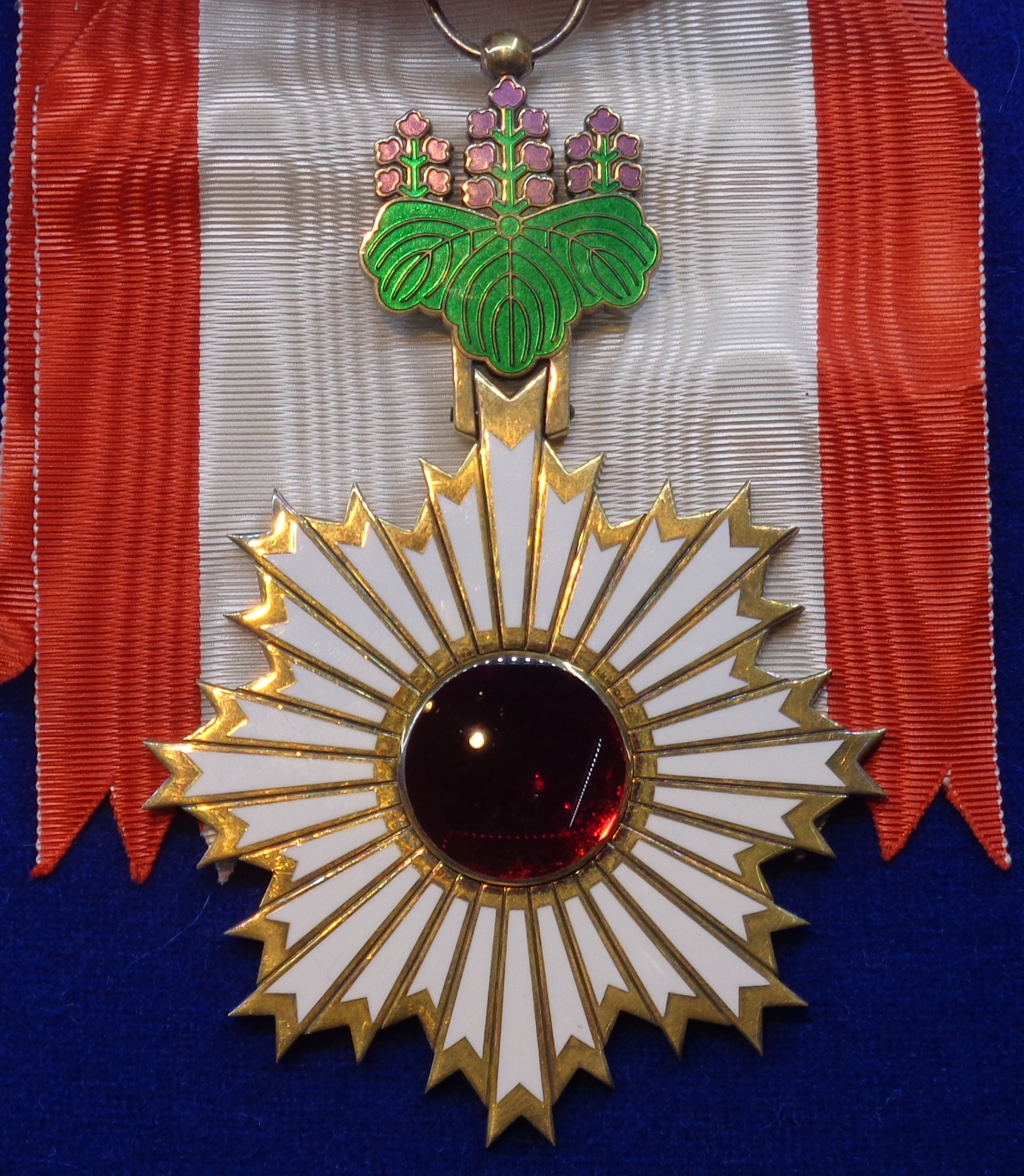
Знак Большой ленты
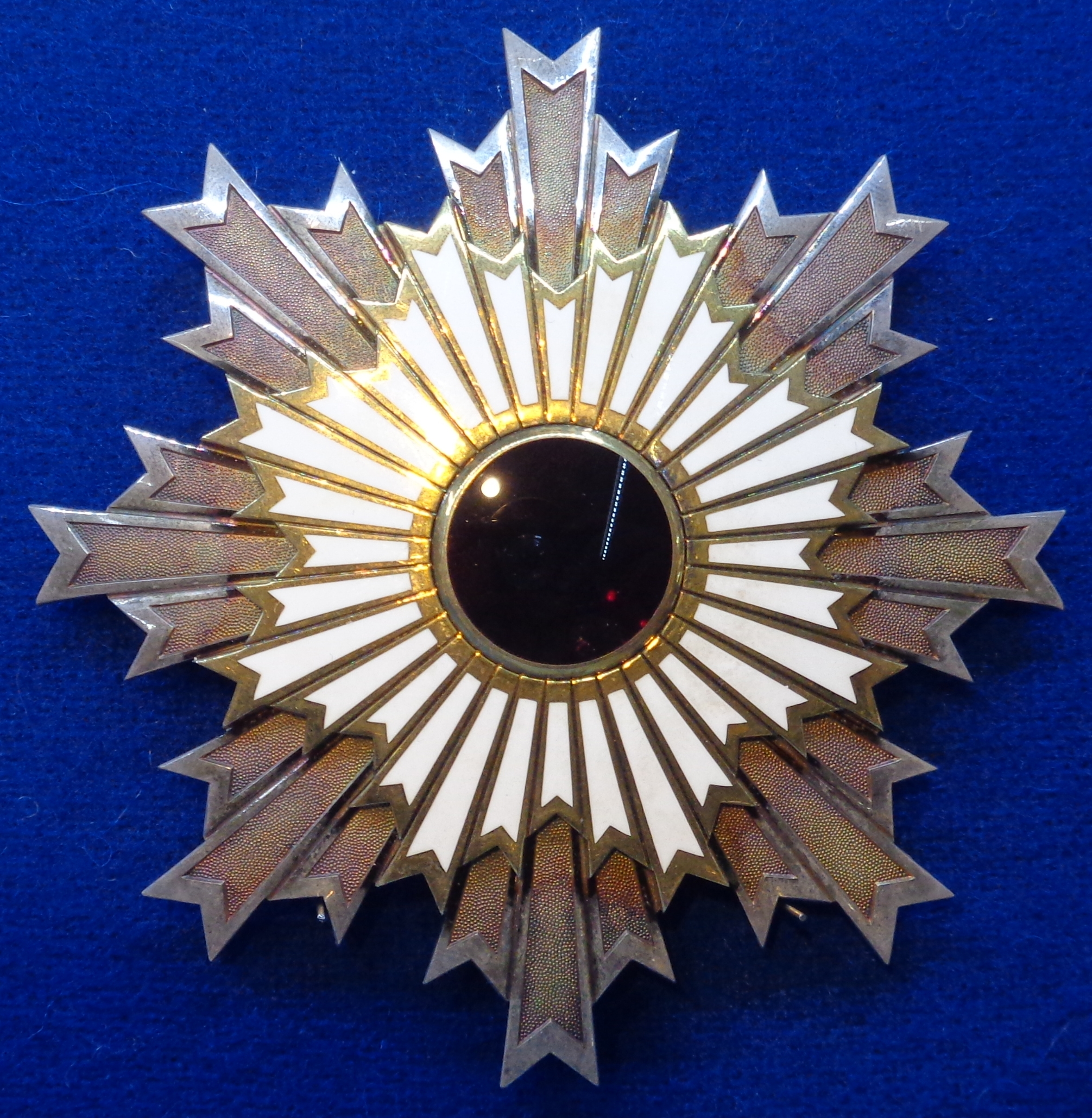
Звезда Большой ленты
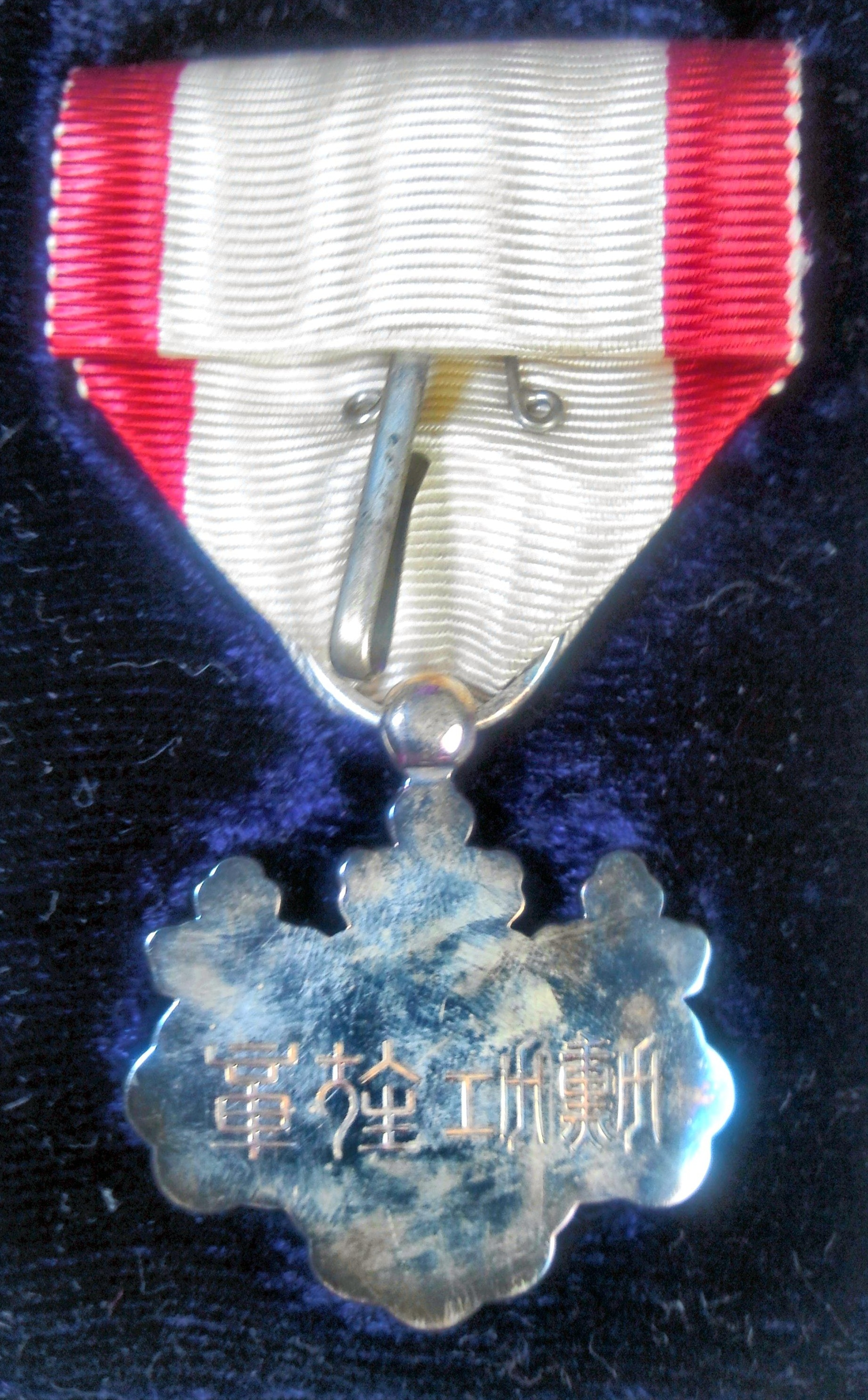
Знак 8-й степени, реверс